# Reductio ad absurdum

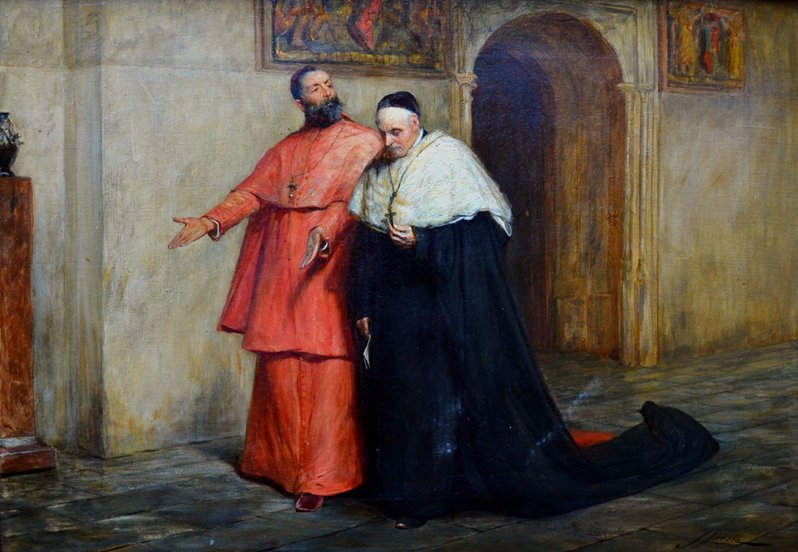
『Reductio ad absurdum』 1884년에 :en:Royal Academy에서 전시된 :en:John Pettie의 그림

논리학에서, 불합리합으로의 환원(라틴어: reductio ad absurdum, 영어: reduction to absurdity) 이란, 어떤 주장에 반대되는 상황이 불합리함이나 모순으로 이어지리라는 것을 보임으로써 그 주장을 입증하려고 시도하는 논증의 형태이다. 이를 다르게는 불합리함으로의 논증(라틴어: argumentum ad absurdum, 영어: argument to absurdity) 이나 간접 논증(영어: apagogical argument) 이라고도 한다.
이 논증 형태는 그 유래가 고대 그리스 철학까지 거슬러 올라가며 역사를 통틀어 형식적인 수학적, 철학적 사유에서뿐만 아니라 토론에서도 사용되어오고 있다. 형식적으로, 이 증명 기법은 "Reductio ad Absurdum"에 대한 공리에 의해 포착되는데, 일반적으로 약어인 RAA로 제시되며 명제 논리에서 표현가능하다. 이 공리는 부정에 대한 도입 규칙이며 (부정 도입 참조) 때때로 명명되어 이 관계를 분명하게 한다. 이것은 연관된 수학적 증명 기법인 귀류법(영어: proof by contradiction)의 결과이다.

## 예시
reductio ad absurdum의 "불합리한" 결론은 다양한 형태를 취할 수 있으며, 아래의 예시들이 이를 보여준다:
- 지구는 평평할 수 없다. 만약 평평하다면, 지구는 크기상 유한한 것으로 추정되므로, 지구의 끝에서 떨어지는 사람들을 발견하게 될 것이다.
- 가장 작은 양의 유리수 {\displaystyle q}는 존재하지 않는다. 만약 존재한다면, {\displaystyle q/2}도 유리수일 것이고, 양수일 것이며, {\displaystyle q/2<q}일 것이다. 이는 양의 유리수 사이에서의 {\displaystyle q}의 가설적인 최소성에 모순되므로, 가장 작은 양의 유리수는 없다는 것이 결론이다.

첫번째 예시는 전제의 부정이 터무니없는 결론으로 이어지리라는 것을 인간의 감각을 증거로 (경험적 증거) 논증하고 있다. 두번째 예시는 귀류법 (또는 간접 증명) 에 의한 수학적 증명이며, 전제의 부정이 논리적 모순으로 이어지리라는 것을 논증하고 있다 ("가장 작은" 수가 있고 그것보다 작은 수가 또 있다).

## 그리스 철학
reductio ad absurdum은 그리스 철학 전반에서 사용되었다. reductio 논증의 최초의 예시는 크세노파네스 (기원전 570년~475년)의 것으로 알려진 풍자적인 시에서 발견된다. 인간의 결점을 신들의 탓이라고 보는 호메로스를 비평하면서, 크세노파네스는 한편 인간은 신들이 인간의 모습을 하고 있다는 것을 믿는다고도 말한다. 하지만 만약 말과 황소가 그림을 그릴 수 있다면, 말과 황소는 말과 황소의 모습을 하고 있는 신을 그릴 것이다. 신은 두 가지의 모습을 동시에 가질 수 없으므로, 이것은 모순이다. 그러므로, 인간의 결점과 같은, 인간의 특징을 신에게 돌리는 것 역시 거짓이다.
그리스 수학자들은 reductio ad absurdum을 사용해 핵심적인 명제들을 증명하였다. 유클리드 (기원전 4세기 중~3세기 중) 와 아르키메데스 (기원전 287년~212년) 가 그러한 예시이다.
플라톤 (기원전 424년~348년)의 초기 대화록은 소크라테스와의 담론에 대한 것인데 형식적인 변증법적 방법, 즉 문답법(영어: elenchus) 에서의 reductio 논증의 사용을 제기하였다. 통상적으로, 소크라테스와 대화하는 사람은 문제 없어 보이는 주장을 한다. 그에 응해서, 소크라테스는 단계적인 일련의 추론을 통해, 드러나있지 않은 다른 추정을 드러내면서, 그 사람으로 하여금 그 주장은 불합리하거나 모순적인 결론에 이르게 된다는 것을 인정하게 한다. 이렇게 해서 그가 자신의 주장을 포기하고 아포리아의 태도를 취하도록 만든다.
이 기법은 또한 아리스토텔레스 (기원전 384년~322년)의 저작의 중점이었는데, 특히 그의 《Prior Analytics》에서 그렇다. 이 책에서 그는 이 기법을 "불가능한 것으로의 입증" (영어: demonstration to the impossible, 고대 그리스어: ἡ εἰς τὸ ἀδύνατον ἀπόδειξις, 62b) 이라고 불렀다.
이 기법의 또 다른 예시는 더미의 역설 (영어: sorites paradox) 에서 발견된다. 이 역설이 논하는 바는, 만약 1,000,000개의 모래알이 모래더미를 이루고, 여기서 모래알 하나를 뺀 것도 여전히 모래더미라면, 모래알 하나도 (심지어 모래알이 전혀 없는 상태도) 모래더미를 이룬다는 것이다.

## 불교 철학
중관파의 많은 부분이 어떻게 다양한 본질주의적 개념이 reductio ad absurdum 논증 (prasaṅga라고 하며, 산스크리트어로 "결과"라는 뜻임) 을 통해 불합리한 결론을 가지는지를 보이는 것에 초점을 맞춘다. 《중론》에서, 나가르주나의 reductio ad absurdum 논증은 물질이나 본질에 관한 어떠한 이론도 지속불가능하며 따라서 변화, 인과 관계, 감각과 같은 현상 (dharmas) 은 어떠한 본질적 존재에 대해서도 비어있다 (sunya). 나가르주나의 주된 목적은 학자들이 보기에는 자성 (svabhava)의 이론을 상정하는 불교의 아비달마 유파 일부 (주로 Vaibhasika) 와 존재론적 대상 (dravyatas)의 이론을 상정하는 힌두교의 니아야 학파와 바이셰시카 학파의 실재론을 논박하는 것이다.

### 나가르주나의 《중론》에서의 예시
13.5에서, 나가르주나는 사물이 본질적으로 혹은 내재적으로 존재하다고 추정하는 것의 결과를 입증하기를 바라면서, 만약 "젊은 사람"이 그 자체로 존재한다면, 그는 늙을 수 없다는 결과가 뒤따름을 지적한다 (왜냐하면 그는 더 이상 "젊은 사람"이 아니게 될 것이기 때문이다). 사람으로부터 그 사람의 속성 (즉, 젊음) 을 분리하려고 시도하는 것처럼, 모든 것은 순간적인 변화의 대상이며, "젊은 사람"과 같은 그러한 객체가 의존하는 단지 임의적인 관습 너머에는 아무것도 없다.

#### 13.5
사물 그 자체는 변화하지 않는다.
무언가 다른 것도 변화하지 않는다.
왜냐하면 젊은 사람은 늙지 않기 때문이다.
그리고 왜냐하면 늙은 사람도 늙지 않기 때문이다.

## 비모순율
아리스토텔레스는 모순과 거짓 사이의 연관성을 비모순율에서 분명히 했다. 비모순율이란, 명제는 참이면서 동시에 거짓일 수 없다는 것이다. 즉, 명제 {\displaystyle Q}와 이 명제의 부정
{\displaystyle \neg Q} (Q가 아님)는 둘 다 참일 수 없다는 것이다. 그러므로, 만약 어떤 명제와 그 명제의 부정이 동시에 어떤 전제로부터 논리적으로 유도될 수 있다면, 그 전제가 거짓이라고 결론내릴 수 있다. 이 기법은 간접 증명 혹은 귀류법에 의한 증명으로 알려져 있으며, 논리학 및 수학과 같은 형식적인 분야에서 reductio ad absurdum 논증의 기반을 형성하고 있다.

## 같이 보기
- 대우
- 증명
- 미끄러운 비탈길 논증
- 허수아비 때리기 오류

## 자료
- Hyde, Dominic; Raffman, Diana (2018). 〈Sorites Paradox〉.   Zalta, Edward N.; Nodelman, Uri. 《Stanford Encyclopedia of Philosophy》 (영어) Summer 2018판.
- Garfield, Jay L. (1995), 《The Fundamental Wisdom of the Middle Way》, Oxford: Oxford University Press
- Pasti, Mary. Reductio Ad Absurdum: An Exercise in the Study of Population Change. United States, Cornell University, Jan., 1977.
- Daigle, Robert W.. The Reductio Ad Absurdum Argument Prior to Aristotle. N.p., San Jose State University, 1991.